# GALLEX
GALLEX або Gallium Experiment (галієвий експеримент) — це радіохімічний експеримент із виявлення нейтрино, який проводився між 1991 і 1997 роками в Національній лабораторії Гран-Сассо. Проєкт був виконаний у міжнародному співробітництві французьких, німецьких, італійських, ізраїльських, польських та американських вчених під керівництвом гайдельберзького Інституту ядерної фізики Макса Планка. Після короткої перерви експеримент було продовжено під новою назвою GNO (Galium Neutrino Observatory, галієва нейтринна обсерваторія) з травня 1998 року по квітень 2003 року.
Він був розроблений для виявлення сонячних нейтрино та підтвердження теорій, пов'язаних із механізмом утворення енергії Сонця. До цього експерименту (і експерименту SAGE, який проходив одночасно) не було спостережень сонячних нейтрино низьких енергій.

## Місцезнаходження
Основні компоненти експерименту, резервуар і лічильники, були розташовані в підземній Національній лабораторії Гран-Сассо в італійській провінції Абруццо, поблизу Л'Аквіли, всередині гори Гран-Сассо заввишки 2912 м. Його розташування під скелею, на глибині, еквівалентній 3200 м води, було важливим для захисту від космічних променів. До цієї лабораторії можна дістатися по трасі А-24, яка проходить через гору.

## Детектор
У резервуар об'ємом 54 м3 було залито 101 т розчину трихлориду галію в соляній кислоті, який містив 30,3 т галію. Галій у цьому розчині діяв як мішень для індукованої нейтрино ядерної реакції, в якій він перетворювався на германій:
ν e + 71Ga → 71Ge + e−.
Поріг цієї реакції дуже низький (233,2 кеВ), і це є однією з причин, чому був обраний саме галій: інші реакції (наприклад, з хлором-37) мають вищі пороги і, таким чином, не можуть виявити нейтрино низької енергії. Низький енергетичний поріг робить реакцію з галієм придатною для виявлення нейтрино, випромінюваних у першій реакції злиття протонів у протон-протонному ланцюжку, які мають максимальну енергію 420 кеВ.
Утворений германій-71 хімічно виділяли з детектора й перетворювали на герман (71GeH4). Його розпад з періодом напіврозпаду 11,43 дня виявляли лічильниками. Кожен виявлений розпад відповідав одному виявленому нейтрино.

## Результати
Протягом 1991—1997 років детектор виміряв швидкість захоплення 73,1 сонячних нейтринних одиниці. Подальший експеримент GNO показав, що швидкість захоплення становить 62,9.
Швидкість нейтрино, виявлена цим експериментом, не узгоджується з передбаченнями стандартної сонячної моделі. Завдяки використанню галію це був перший експеримент із спостереження сонячних нейтрино з початкової протон-протонної реакції. Важливим результатом стало виявлення меншої кількості нейтрино, ніж передбачала стандартна модель, що отримало назву проблеми сонячних нейтрино. Після калібрування детектора кількість не змінилася. Згодом ця розбіжність була пояснена нейтринними осциляціями: такі радіохімічні детектори нейтрино чутливі лише до електронних нейтрино, а не до мюонних нейтрино або тау-нейтрино, отже перетворення третини випромінених Сонцем електронних нейтрино під час подорожі до Землі на мюонні нейтрино, а іншої третини — на тау-нейтрино, є причиною зменшення зареєстрованих реакцій в 3 рази.

## Інші експерименти
Перше виявлення сонячних нейтрино в експерименті Гоумстейк використовувало хлор-37 для виявлення нейтрино з енергією від 814 кеВ.
У квітні 1998 року, після закінчення GALLEX, в Національній лабораторії Гран-Сассо було розпочато роботу його проєкта-наступника — Галієвої нейтринної обсерваторії (англ. Galium Neutrino Observatory, GNO). Проєкт тривав до 2003 року.
Подібним експериментом із виявлення сонячних нейтрино за допомогою рідкого галію-71 був російсько-американський галієвий експеримент SAGE.